# Ban dainagon ekotoba
Le Ban dainagon ekotoba (伴大納言絵詞) ou Tomo no dainagon ekotoba, traduit en Rouleaux enluminés du grand conseiller Tomo no Yoshio ou Histoire de Ban dainagon, est un emaki japonais datant de la fin de l’époque de Heian. Il illustre un événement historique, une conspiration politique à la cour au IXe siècle, et présente une évolution notable dans le style des rouleaux peints. Il est protégé en tant que trésor national du Japon.

## Contexte
Apparue au Japon depuis environ le VIe siècle grâce aux échanges avec l’Empire chinois, la pratique de l’emaki se diffuse largement auprès de l’aristocratie à l’époque de Heian : il s’agit de longs rouleaux de papier narrant au lecteur une histoire au moyen de textes et de peintures. Plus tard, l’avènement de l’époque de Kamakura est marqué par les luttes intestines et les guerres civiles qui se répandent et favorisent l’ascension de la classe des guerriers (les samouraïs) ; ces derniers mettent à l’honneur une culture aristocratique réaliste moins maniérée et ésotérique (le bouddhisme zen apparaît aussi en ces temps). Le Ban dainagon ekotoba s’inscrit dans ce contexte-là, au début de l’âge d’or de l’emaki (XIIe et XIIIe siècles).

## Création et contenu des rouleaux

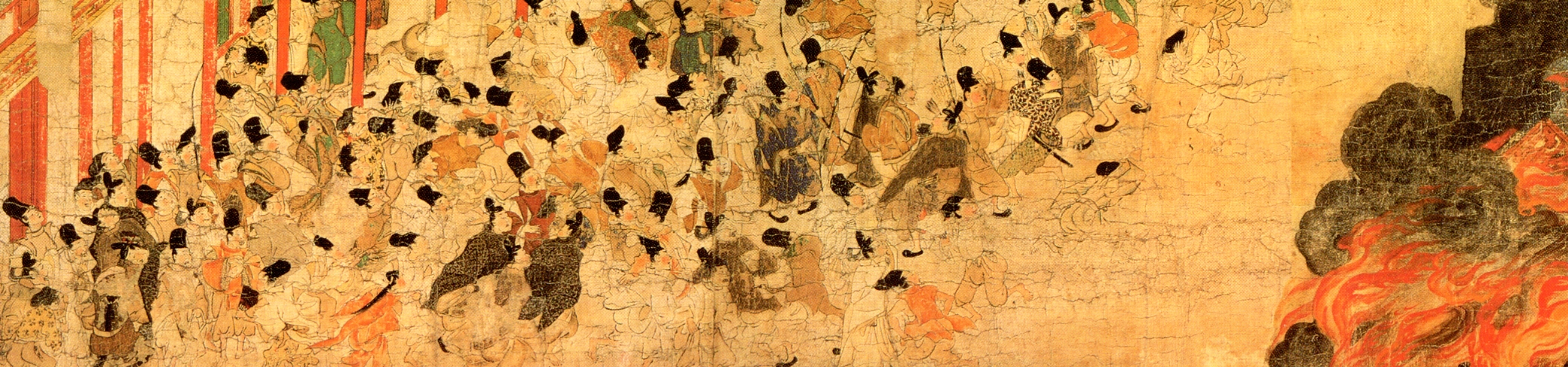
Mouvements de foule autour de l’incendie, avec des couleurs vives.

L’emaki se compose de trois rouleaux de papier mesurant environ 26,70 m de long et 31,0 cm de large. Les estimations le datent de la seconde moitié du XIIe siècle, à la fin de l’époque de Heian. Des travaux récents permettent de dire que l’auteur se nomme Tokiwa Mitsunaga (常盤 光長) (ou Tosa Mitsunaga), un membre de l’Atelier de peinture de la cour (Edokoro) travaillant pour l’empereur Go-Shirakawa,. Il est généralement admis que l’empereur ait lui-même commandé la confection des rouleaux, peut-être pour apaiser l’esprit de Tomo no Yoshio (伴 善男) après le vaste incendie de 1177 à Kyōto. Quant aux calligraphies, elles pourraient avoir été réalisées par le poète Fujiwara no Norinaga, sans preuve toutefois. Seuls les deux derniers rouleaux incluent des portions de texte, deux chacun.

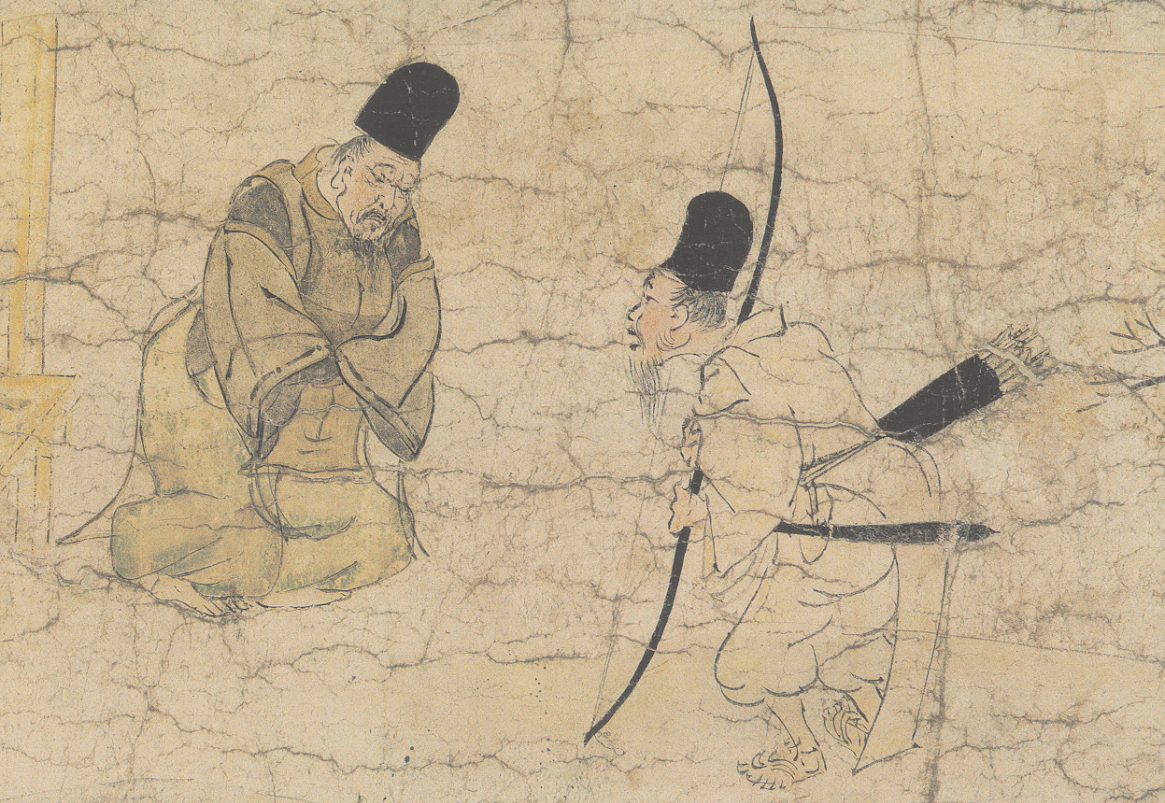
L’arrestation de Tomo no Yoshio.

Les rouleaux narrent une conspiration politique de 866 connue sous le nom d'incendie de la porte de l'Ōtenmon, lorsque Tomo no Yoshio (Ban dainagon, un grand conseiller) tente d’accuser son rival et ministre (sadaijin) Minamoto no Makoto de l’incendie de la porte Ōtenmon du palais impérial. Le premier rouleau s’ouvre ainsi sur la scène de l’incendie, alors que la foule et les officiels s’agitent en tous sens, puis l’accusation de Minamoto no Makoto. Dans le second rouleau, Minamoto no Makoto s’est retiré de la cour pour prier les dieux. Puis l’histoire s’aventure dans les quartiers populaires où, durant un affrontement, un valet révèle avoir vu Tomo no Yoshio, le dainagon, mettre lui-même feu à l’édifice. Dans le dernier rouleau, des officiers arrêtent le serviteur afin qu’il leur avoue la véritable cause de l’incendie. Tomo no Yoshio est alors arrêté chez lui et exilé dans la province d'Izu. Cette conspiration politique populaire se retrouve dans plusieurs autres peintures ou œuvres japonaises.
Le Ban dainagon ekotoba constitue actuellement le plus ancien exemple conservé d’emaki traitant d’un fait historique. De nos jours, il est exposé au musée d'art Idemitsu à Tokyo, et a été reconnu comme trésor national du Japon.

## Style et composition

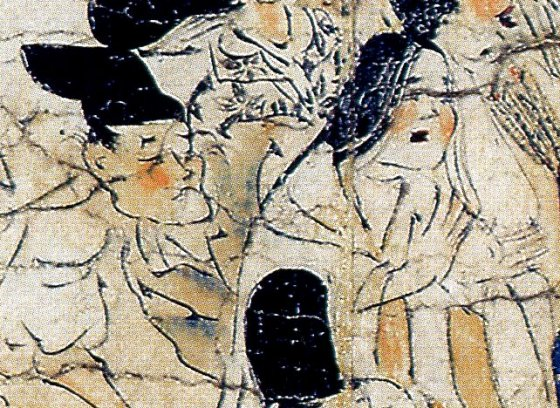
Gros plans sur les visages expressifs des personnes dans la foule.

Comme la majorité des emaki, le Ban dainagon ekotoba appartient au style yamato-e. Plus précisément, les rouleaux mélangent plusieurs caractéristiques des œuvres précédentes, qui se catégorisaient alors en deux genres bien distincts du yamato-e, l’onna-e (comme le Genji monogatari emaki) et l’otoko-e (comme le Shigisan engi emaki). Toutefois, H. Okudaira en particulier catégorise le Ban dainagon ekotoba dans le mouvement otoko-e, car il en présente les caractéristiques principales. En effet, sa composition consiste en une suite continue de peintures, sans interruption de texte, et la narration est tournée vers l’enchaînement des événements. Le trait, vif et rapide, confère une impression de mouvement et permet de faire ressortir les passions et le ridicule, une approche très japonaise que l’on trouve dans le Shigisan engi emaki. Comme dans la plupart des rouleaux continus, l’auteur utilise la technique du hampuku byōsha, c’est-à-dire la représentation d’un personnage plusieurs fois dans une même scène, afin de suggérer la notion temporelle et le rythme. Des œuvres de cour comme le Genji monogatari emaki, les rouleaux reprennent principalement la couleur, appliquée en couche épaisse et vive selon la méthode du tsukuri-e, ou peinture construite. L’emploi de cette technique n’apparaît toutefois pas systématique et des scènes arborent un style plus libre et dynamique. L’usage de la couleur illustre le mélange des styles, approche dominante à l’époque de Kamakura.

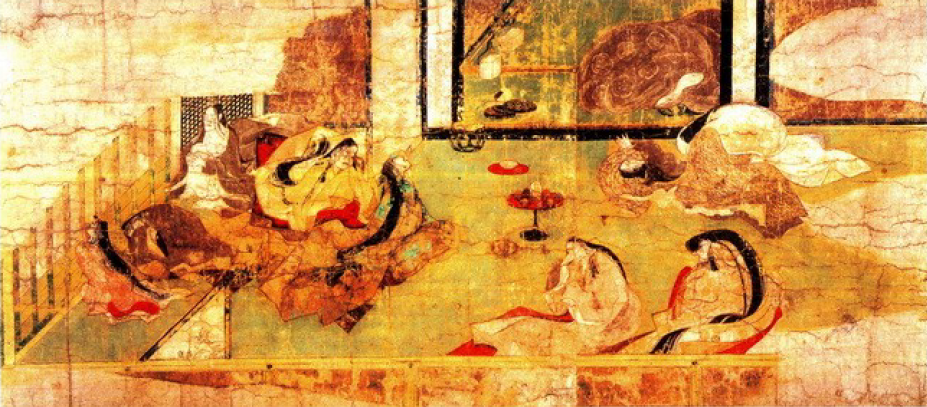
Lamentation des femmes peu avant l’arrestation de Tomo no Yoshio, peinture vive réalisée avec la technique tsukuri-e.

L’artiste s’efforce également de retranscrire les émotions très humaines des personnages, comme la peur ou l’agitation ; la scène de l’incendie de la porte illustre notamment cela, exprimant l’« intensité dramatique dans la foule ». Pour H. Okudaira, la représentation de la vaste foule est d’ailleurs particulièrement réussie dans les rouleaux. De plus, les traits des visages apparaissent de façon réaliste et détaillée, ils expriment directement les sentiments. Un exemple frappant reste les dernières scènes dans la riche demeure de Tomo no Yoshio peu avant son arrestation : les femmes se laissent aller à leur chagrin sans retenue. La composition en couleur vive montre directement l’intérieur, utilisant la technique du funkinuki yatai (consistant en ne pas dessiner les toits des bâtiments).

## Valeur historiographique

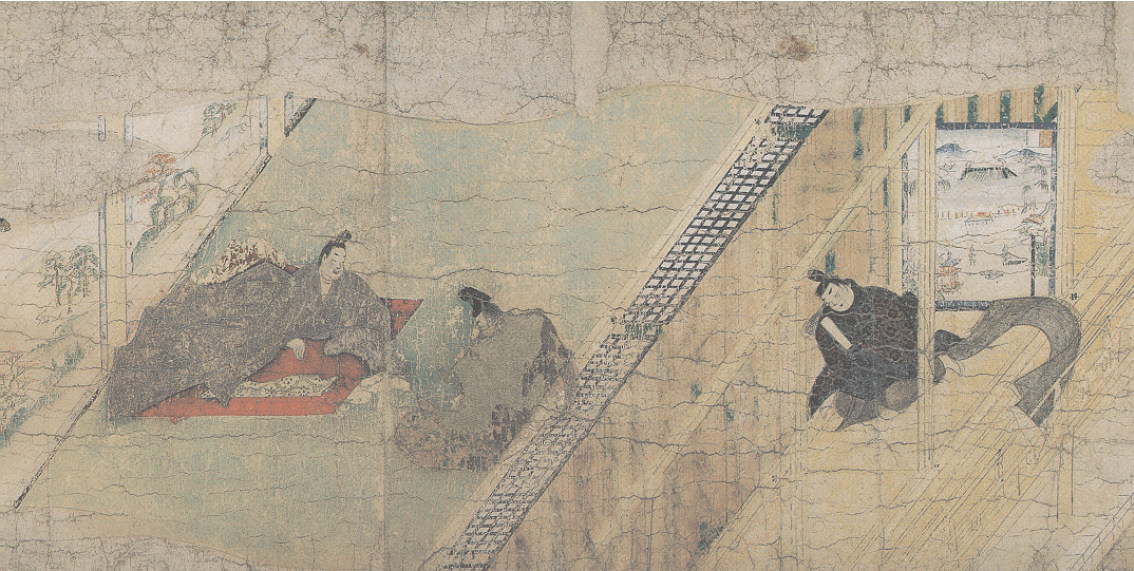
L’intérieur du palais lorsque Fujiwara Yoshifusa en appelle à la justice de l’empereur Seiwa après l’incendie.

Le Ban dainagon ekotoba a été étudié par de nombreux universitaires depuis l’ère Meiji. L’épisode de la conspiration d’Ōtemon, datant de 866, est rapporté dans le Nihon Sandai Jitsuroku (日本三代実録, les chroniques officielles de l’État), ainsi que plus tard dans le recueil de contes Uji Shūi monogatari (宇治拾遺物語). Toutefois, les rouleaux illustrent bien plus la vie à Kyōto du XIIe siècle (époque de leur confection), et donnent un témoignage précieux sur divers aspects de la vie quotidienne comme la chambre à coucher, les postures, les combats et surtout les vêtements. Une étude de l’université de Kanagawa porte sur ce sujet, décortiquant les habits des hommes et femmes, des pauvres, des citadins ou encore des gardes. De plus, quelques scènes à l’intérieur du palais renseignent également sur son agencement intérieur.

#### Rouleaux enluminés
- Liste d'emaki
- Rouleaux illustrés du Dit du Genji (le plus ancien: du XIIe siècle)
- Rouleau des maladies (XIIe siècle)
- Rouleau des êtres affamés (XIIe siècle)
- Rouleaux des légendes du mont Shigi (XIIe siècle)
- Ban dainagon ekotoba (Rouleaux enluminés du grand courtisan Tomo no Yoshio, ou Histoire de Ban dainagon) (XIIe siècle)
- Rouleaux des enfers (fin XIIe siècle)
- Roman enluminé du roman de Nezame (fin XIIe siècle)
- Chōjū-giga (Rouleaux enluminés des hommes et des animaux en folie) (XIIe – XIIIe siècle
- Rouleaux enluminés du journal intime de Murasaki Shikibu (XIIIe siècle)
- Rouleaux illustrés du Dit de Heiji (XIIIe siècle)
- Rouleaux enluminés de la procession nocturne des cent démons (entre le XVIe et le  XIXe siècle)

#### Autres articles connexes
- Art japonais
- Peinture japonaise
- Setsuwa